# Броде (Шкофја Лока)
Броде (словен. Brode) је насељено место у општини Шкофја Лока, Горењска регија, Словенија.

## Историја
До територијалне реорганизације у Словенији биле су у саставу старе општине Шкофја Лока.

## Становништво
У попису становништва из 2011. године, Броде су имале 173 становника.
| Број становника према пописима | Број становника према пописима | Број становника према пописима |
| ------------------------------ | ------------------------------ | ------------------------------ |
| 1991                           | 2002                           | 2011                           |
| 116                            | 148                            | 173                            |